# Smithfield (North Carolina)
Smithfield ist eine Town in und County Seat von Johnston County in North Carolina (Vereinigte Staaten von Amerika). Das U.S. Census Bureau hat bei der Volkszählung 2020 eine Einwohnerzahl von 11.292 ermittelt.

## Ortsteile
- Brogden

## Geographie
Das Gemeindegebiet umfasst 29,6 km².

## Demographie
In der Stadt leben 11.510 Menschen in 4.417 Haushalten, davon sind 2.676 Familien.

## Persönlichkeiten
- Ava Gardner (1922–1990), Schauspielerin
- Gregory Helms (* 1974), Wrestler
- William Cary Renfrow (1845–1922), Politiker